# Opius primus
Opius primus är en stekelart som beskrevs av Fischer 1964. Opius primus ingår i släktet Opius och familjen bracksteklar. Inga underarter finns listade i Catalogue of Life.